# Ca l'Isal
Ca l'Isal és una casa d'Espinelves (Osona) inclosa a l'Inventari del Patrimoni Arquitectònic de Catalunya.

## Descripció
Edifici civil. Casa petita de planta rectangular orientada a migdia. Consta de planta baixa i un pis i és adossada a altres cases pel cantó Sud-oest. Al portal s'hi accedeix a través d'un pendent, és de forma rectangular emmarcat amb rajols i una finestra. Al primer pis hi ha una finestra decorada de forma goticitzant, que es repeteix al mur de llevant, tot i que sembla afegida. En aquest mur se n'obre una altra amb un trianglet de descàrrega damunt la llinda.
És coberta a dues vessants amb el carener perpendicular a la façana i el ràfec decorat.
L'estat de conservació és regular, s'està restaurant.

## Història
No es té cap notícia històrica llevat del testimoni d'alguns veïns, que la consideren com una de les cases antigues que es mantenen al nucli.